# Gag 100 Kaibun Aishite Kudasai
- ギャグ100回分愛してください (Romaji: Gag 100 Kaibun Aishite Kudasai, tên dịch ra tiếng Anh là Please Love Me as Much as 100 Jokes)là Single thứ chín của nhóm Berryz Koubou thuộc Hello! Project. Nó được phát hành vào ngày 23, tháng 11, năm 2005 với nhãn hiệu PICCOLO TOWN và số Catalog PKCP-5058. Đây là Single đầu tiên không có mặt Ishimura Maiha.
- Bản CD Limited cũng được phát hành cùng ngày và có thêm hai bài hát của Goujo Mayumi, người thể hiện khúc nhạc dạo đầu và kết thúc của loạt phim.
- Cả hai bản đều có sự cộng tác của một thành viên trong Morning Musume, là Yaguchi Mari, người lồng tiếng cho một nhân vật hoạt hình trong bộ phim cùng với Shimizu Saki.
- Một DVD Single V của bài hát đã được phát hành vào ngày 7, tháng 12, năm 2005, với số Catalog PKBP-5038.
- Bài hát là khúc nhạc dạo kết thúc cho bộ phim Futari wa Pretty Cure Max Heart 2 ~Yukisora no Tomodachi.

## Credit
- Sáng tác lời: Tsunku
- Dàn dựng: Takahashi Yuichi

## Danh sách bài hát trên CD thường
1. ギャグ100回分愛してください (Romanji: Gag 100 Kaibun Aishite Kudasai)
2. にぎやかな冬 (Romanji: Nigiyaka na Fuyu) - Berryz Koubou và Yaguchi Mari hợp tác
3. ギャグ100回分愛してください (Instrumental) (Gag 100 Kaibun Aishite Kudasai (Bản nhạc khí))

## Danh sách bài hát trên CD có hạn
1. ギャグ100回分愛してください (Romanji: Gag 100 Kaibun Aishite Kudasai)
2. にぎやかな冬 (Romanji: Nigiyaka na Fuyu) - Berryz Koubou và Yaguchi Mari hợp tác
3. Crystal　- của Goujo Mayumi
4. ギャグ100回分愛してください (Instrumental) (Gag 100 Kaibun Aishite Kudasai (Instrumental))
5. Crystal (Bản nhạc khí)

## Danh sách bài hát trên Single V
1. ギャグ100回分愛してください (Romanji: Gag 100 Kaibun Aishite Kudasai)
2. ギャグ100回分愛してください (Dance Shot Ver.) (Gag 100 Kaibun Aishite Kudasai (Bản vũ đạo))
3. メイキング映像 (Quá trình dàn dựng)

## Những buổi biểu diễn trên truyền hình
- Ngày 20, tháng 11, năm 2005 Hello! Morning
- Ngày 16, tháng 12, năm 2005 Music Fighter

## Những buổi biểu diễn phối hợp
- Hello! Project 2006 Winter ~Wonderful Hearts~
- Hello! Project 2006 Winter ~Zeninshuu GO!~
- Berryz Koubou Concert Tour 2006 Haru ~Nyoki Nyoki Champion!~
- Berryz Koubou Summer Concert Tour 2006 "Natsu Natsu! ~Anata wo Suki ni Naru Sangenzoku~"
- Berryz Koubou Concert 2007 Haru ~Zoku Sakura Mankai Golden Week Hen~
- HAPPY! STYLE Communication Circuit 001 - SI☆NA

## Bảng xếp hạng và doanh thu trênOricon
| T. Hai | T. Ba | T. Tư | T. Năm | T. Sáu | T. Bảy | C. Nhật | Xếp hạng trong tuần | Lợi nhuận hàng tuần |
| ------ | ----- | ----- | ------ | ------ | ------ | ------- | ------------------- | ------------------- |
| -      | 8     | 15    | 18     | 24     | 22     | 27      | 19                  | 12.538              |
| 25     | 45    | -     | -      | -      | -      | -       | 58                  | 1.934               |
| -      | -     | -     | -      | -      | -      | -       | 102                 | 995                 |
| -      | -     | -     | -      | -      | -      | -       | 156                 | 507                 |
| -      | -     | -     | -      | -      | -      | -       | Rớt khỏi Top 200    | -                   |
| -      | -     | -     | -      | -      | -      | -       | Không xuất hiện     | -                   |
| -      | -     | -     | -      | -      | -      | -       | 194                 | 805                 |

Tổng doanh thu: 16.779

## Liên kết khác
- Danh mục bài hát của Berryz Koubou từ UP-FRONT WORKS: CD Lưu trữ ngày 10 tháng 9 năm 2012 tại Wayback Machine, DVD Lưu trữ ngày 18 tháng 2 năm 2009 tại Wayback Machine
- Lời bài hát từ trang projecthello.com: Gag 100 Kaibun Aishite Kudasai, Nigiyaka na Fuyu
- Dịch lời bởi Megchan: A Boisterous Winter[liên kết hỏng]

### Đặt hàng tại
- Regular Edition CD: CD Japan, Amazon JP
- Limited Edition CD: CD Japan, Amazon JP
- Single V DVD: CD Japan, Amazon JP